# Клічкув
Клічкув (пол. Kliczków, нім. Klitschdorf) — село в Польщі, у гміні Осечниця Болеславецького повіту Нижньосілезького воєводства.
Населення — 344 особи (2011).
У 1975-1998 роках село належало до Єленьоґурського воєводства.

## Демографія
Демографічна структура станом на 31 березня 2011 року:
|          | Загалом | Допрацездатний вік | Працездатний вік | Постпрацездатний вік |
| -------- | ------- | ------------------ | ---------------- | -------------------- |
| Чоловіки | 178     | 34                 | 122              | 22                   |
| Жінки    | 166     | 24                 | 111              | 31                   |
| Разом    | 344     | 58                 | 233              | 53                   |